# Stazione di Nagao (Osaka)
La stazione di Nagao (長尾駅?, Nagao-eki) è una stazione ferroviaria della città di Hirakata, nella prefettura di Osaka in Giappone. La stazione è gestita dalla JR West e serve la linea Katamachi (linea Gakkentoshi).

## Linee
JR West
■ Linea Katamachi

## Struttura
La stazione è costituita da due marciapiedi laterali con 2 binari in superficie.
| 1 | ■ Linea Katamachi | per Matsuiyamate, Kizu e Nara         |
| 2 | ■ Linea Katamachi | per Shijōnawate, Kyōbashi e Amagasaki |

## Stazioni adiacenti
| ≪               | Servizio                | ≫               |
| Linea Katamachi | Linea Katamachi         | Linea Katamachi |
| --------------- | ----------------------- | --------------- |
| Matsuiyamate    | Locale Rapido Regionale | Fujisaka        |
| Matsuiyamate    | Rapido                  | Kawachi-Iwafune |